# Manzini Sundowns Football Club
El Manzini Sundowns es un equipo de fútbol de Suazilandia que juega en la primera división de Suazilandia, la liga de fútbol más importante del país.

## Historia
Fue fundado en el año 1985 en la ciudad de Manzini con el nombre Denver Sundowns, el cual cambiaron en el 2005 por el que tienen actualmente. Es uno de los equipo de la ciudad que han jugado en la máxima categoría junto al Manzini Wanderers y el Manzini Sea Birds. Ha sido campeón de liga en 2 ocasiones y 9 títulos de copa local.
A nivel internacional han participado en 4 torneos continentales, en donde nunca han superado la primera ronda.

## Participación en competiciones de la CAF
| Temporada | Torneo                            | Ronda      | Club                 | Casa | Visita | Global      |
| --------- | --------------------------------- | ---------- | -------------------- | ---- | ------ | ----------- |
| 1990      | Copa Africana de Clubes Campeones | Preliminar | Arsenal Maseru       | 0-1  | 0-3    | 0-4         |
| 1991      | Copa Africana de Clubes Campeones | Preliminar | Gaborone United      | 1-0  | 0-1    | 1-1 (5-4 p) |
| 1991      | Copa Africana de Clubes Campeones | 1          | Sunrise Flacq United | 2-1  | 0-6    | 2-7         |
| 1992      | Recopa Africana                   | Preliminar | Clube de Gaza        | 5-3  | 1-1    | 6-4         |
| 1992      | Recopa Africana                   | 1          | Kabwe Warriors FC    | 1-3  | 1-3    | 2-6         |
| 1993      | Recopa Africana                   | Preliminar | Jomo Cosmos          | 0-1  | 0-6    | 0-7         |